# Alfredo Borges da Silva
Alfredo Borges da Silva (Horta, 15 de maio de 1857 — Horta, 30 de julho de 1924), 1.º visconde de Borges da Silva, foi um rico proprietário e capitalista faialense que se destacou na política e no jornalismo. Exerceu múltiplos cargos públicos, entre os quais juiz substituto e governador civil do Distrito da Horta. Foi feito 1.º visconde de Borges da Silva por decreto de 5 de novembro de 1896 do rei D. Carlos.

## Biografia
Alfredo Borges da Silva nasceu na freguesia da Matriz da cidade da Horta, único filho de João Borges da Silva, natural da ilha de Santa Maria e de Maria Leopoldina Garcia, natural da freguesia dos Flamengos da ilha do Faial. O pai havia feito fortuna no Brasil e no retorno fixara residência na cidade da Horta. Ingressou no Liceu Nacional da Horta em 1869, com 12 anos de idade, sendo contemporâneo naquela instituição de algumas figuras de destaque na sociedade faialense, entre os quais Florêncio José Terra, Manuel Zerbone, Francisco Pereira Ribeiro, Ernesto Garcia do Canto Amaral e Joaquim Crisóstomo da Silveira.
Terminado o curso liceal, dedicou-se aos negócios de seu pai, ao tempo um dos maiores capitalistas e proprietários do Faial. Casou a 22 de maio de 1879 com Maria de Nazaré Bettencourt Cardoso Machado, uma rica herdeira picoense, filha de Francisco Xavier Bettencourt Cardoso Machado e de Genoveva Inácia Bettencourt Machado, casa vincular das Lajes do Pico, uma das mais rica e mais nobres da ilha do Pico. Sendo filho único de uma das mais ricas famílias faialenses, este casamento aumentou em muito a sua fortuna e o seu prestígio social, o que lhe conferiu grande poder político e social.
Ingressou na atividade política como militante do Partido Regenerador, sendo já em 1887 membro da comissão política distrital daquele partido, ao tempo presidida pelo Dr. Manuel de Arriaga Nunes. Personalidade de relevo no partido, representou por várias vezes o concelho das Lajes do Pico, vila de onde a esposa era natural. Na atividade política, ocupou diversos cargos partidários, dirigiu instituições de solidariedade social, entre as quais a Santa Casa da Misericórdia da Horta e Asilo da Mendicidade da Horta, e exerceu, por diversas vezes e por largos períodos, o cargo de juiz substituto da comarca da Horta por ausência do titular. Exerceu essas funções, apesar de não ser bacharel em Direito, em 1890, 1893, 1894 e depois em diversas ocasiões até à proclamação da República Portuguesa em 1910. Foi também sendo presidente da Comissão Distrital no biénio 1893-1895.
Apesar de ser amigo e correspondente de António José de Ávila Júnior, o  2.º conde e 2.º marquês de Ávila, um dos líderes do campo regenerador, a partir de 1895 começou a afastar-se do Partido Regenerador, do qual fora fervoroso militante e no qual muito investira em vários actos eleitorais no Faial e nas freguesias do concelho das Lajes do Pico. Este afastamento resultou da ascensão em 1895 de António Emílio Severino de Avelar, um seu antigo adversário político, à liderança dos regeneradores distritais. Nos anos seguintes são muitas as críticas que traça ao desempenho de Severino de Avelar e do genro deste, o advogado José Bressane de Leite Perry, recém-elevado a visconde de Leite Perry, herdeiro político aparente da liderança regeneradora.
Por decreto de 5 de novembro de 1896, do rei D. Carlos, foi-lhe concedido o título de Visconde de Borges da Silva, de que foi o primeiro e único titular. Na sequência da visita régia aos Açores, em 15 de julho de 1901 foi feito fidalgo cavaleiro da Casa Real, mercê que lhe foi também concedida por D. Carlos, na vigência do ministério regenerador presidido pelo açoriano Ernesto Hintze Ribeiro.
O seu progressivo afastamento em relação ao Partido Regenerador levou a que se aproximasse do Partido Progressista, de que se tornaria militante. Nesta mudança partidária foi acompanhado por outros destacados regeneradores, entre os quais Vitoriano da Rosa Martins (o barão da Ribeirinha), José da Rosa Martins, Domingos Pereira Campos, Francisco Pereira Ribeiro Júnior, Jaime Soares de Melo, José de Lacerda Azevedo e Francisco Pamplona Corte Real. Com estes, Alfredo Borges da Silva viria a integrar, em abril de 1910, a comissão executiva do Partido Progressista do distrito da Horta, então liderada por Miguel da Silveira, filho e sucessor do já falecido Miguel António da Silveira. Ao tempo, o grande adversário era o médico Manuel Francisco das Neves Júnior, com quem o Visconde de Borges da Silva mantinha intensa inimizade.
Foi como progressista de fresca data que em 1905 o Visconde de Borges da Silva foi nomeado governador civil substituto do distrito e, até à chegada do Dr. Francisco de Andrade Albuquerque, titular do cargo. Não terá sido, todavia, muito feliz o seu breve mandato, a fazer fé nos artigos demolidores do jornalista António Baptista publicados em O Telégrafo sob o título genérico Pro Pudor. Aquele articulista considerava mau o desempenho do governador civil no combate à epidemia de varíola que então se declarou e naquilo de apodou de «infeliz e pindérica recepção» feita à poderosa esquadra da Atlantic Fleet (Royal Navy) britânica, comandada pelo contra-almirante William Henry May, que então visitou o porto da Horta.
Após a implantação da República gravitou para os campos unionista e regionalista, mas deixou de ter o peso político de que gozava nos anos finais da Monarquia Constitucional.
O Visconde de Borges da Silva, não obstante a mudança partidária, manteve-se sempre firme e leal amigo do Marquês de Ávila até à morte deste em 1917. Enviuvou em 1918 e, nesse estado, faleceu a 30 de julho de 1924. 
Do seu casamento houve apenas um filho, Alonso de Bettencourt Cardoso Machado de Borges da Silva, nascido na Horta a 14 de setembro de 1886 e falecido em Lisboa a 19 de dezembro de 1932. Alonso Borges da Silva seguiu a carreira diplomática, tendo sido adido nas embaixadas de Portugal no Rio de Janeiro e em Madrid.